# Luciliocline turneri
Luciliocline turneri là một loài thực vật có hoa trong họ Cúc. Loài này được (Sagást. & M.O.Dillon) M.O.Dillon & Sagást. mô tả khoa học đầu tiên năm 2003.